# Annellophora
Annellophora är ett släkte av svampar. Annellophora ingår i divisionen sporsäcksvampar och riket svampar.